# Юстировка
Юстиро́вка (от нем. justieren «вымерять») — совокупность операций по выравниванию конструкций и конструктивных элементов (поверхностей, столбов, стоек и т. д.) вдоль некоторого направления («осевого»), а также по приведению меры, измерительного или оптического прибора, механизмов (или их части) в рабочее состояние, обеспечивающее точность, правильность и надёжность их действия. При юстировке приборов осуществляется проверка и наладка измерительного и/или оптического прибора, подразумевающая достижение верного взаиморасположения элементов прибора и правильного их взаимодействия. Для обозначения подобных действий к различным приборам также применяют термин «регулировка» или «градуировка».

## Виды юстировки

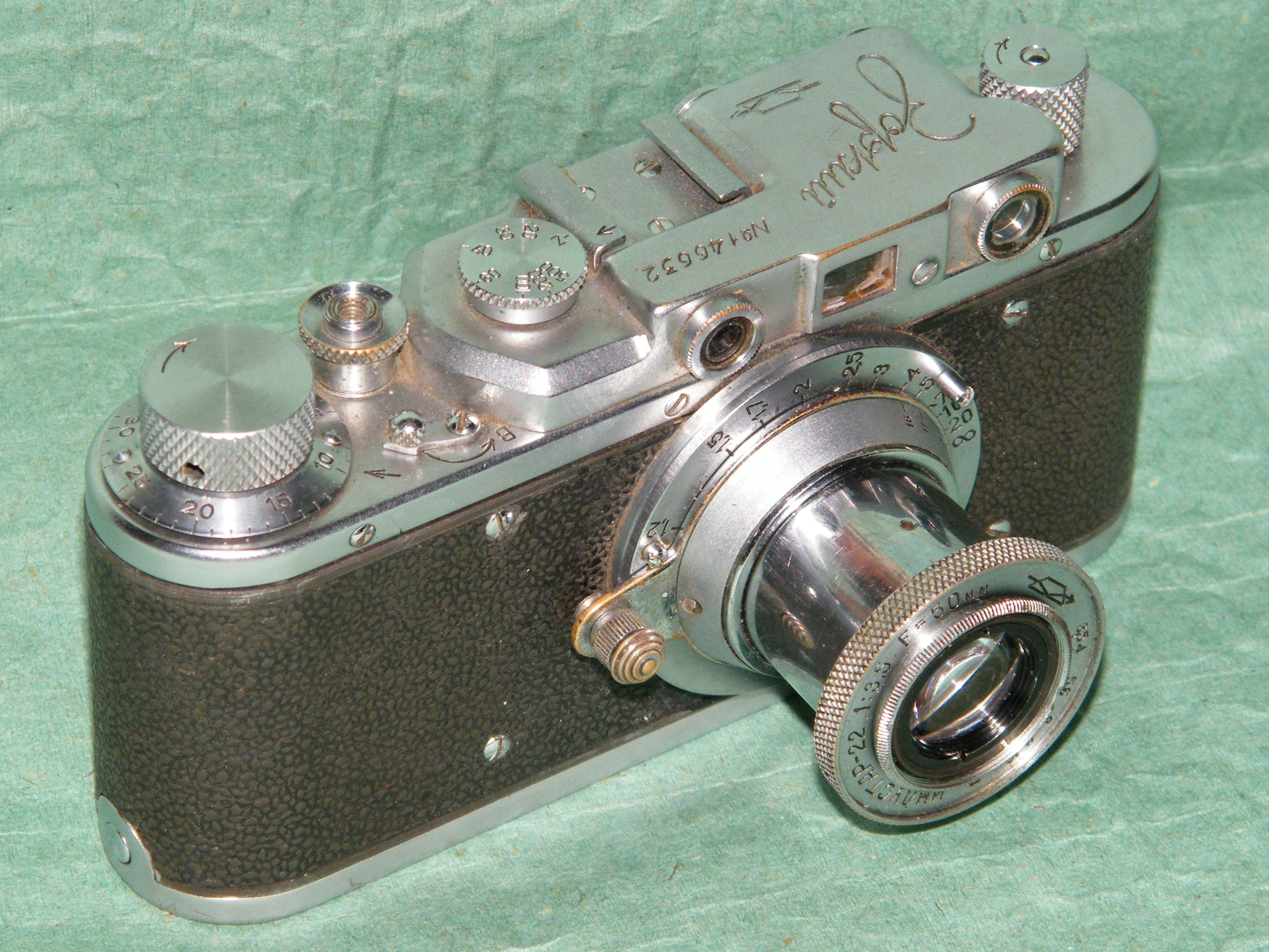
Для юстировки дальномера необходимо было выкрутить декоративный винт справа от прямоугольной передней линзы видоискателя. На фотографии дальномерный фотоаппарат «Зоркий».

- Юстировка оптического прибора — юстировка подразумевает операции над прибором, требующие точности, ей предшествует контроль, выявляющий погрешности и неисправности. Обычно включает в себя следующие действия:
  - устранение дефектов посредством обработки деталей;
  - установка правильного расположения деталей посредством регулировочных винтов, прокладок и пр;
  - установка правильных показаний шкал.

Юстировка обычно входит в плановое обслуживание приборов. Затем, при необходимости, производится поверка.
- Юстировка механизмов (в технике) — приведение механизмов (или их части) в рабочее состояние, обеспечивающее точность, правильность и надёжность их действия. При юстировке механизмов осуществляется согласование осей различных втулок, шпинделей, цилиндров, настройка положения кареток и т. д. Для юстировки механизмов могут использоваться измерительные инструменты (линейки, микрометры, штангенциркули) или юстирные станки.

- Юстировка в строительстве — совокупность операций по выравниванию конструкций и конструктивных элементов (поверхностей, крыш, столбов, стоек, опор и т. д.) вдоль требуемого направления, а также по установке конструктивных элементов под необходимым точным углом. В строительстве осуществляется, как правило, вертикальная и горизонтальная юстировка конструкций, стоек и поверхностей (стен, потолков, пола и т. д.). Для высотных зданий во время строительства осуществляется юстировка вертикального положения стен с тем, чтобы отклонение от вертикали не превышало допустимой величины. В дорожном строительстве осуществляется юстировка дорожных сооружений — выравнивание улиц, дорог и площадей. В строительстве для юстировочных работ используются следующие приборы — уровень (ровень), юстир, угломер, отвес, шнур и электронные (цифровые) приборы с использованием датчиков или лазерного луча.

- Юстировка в полиграфии — осуществляется выверка и точная подгонка роста (высоты) шрифта, размера клише.

- Юстировка в монетном производстве — осуществляется выверка монетной полосы, на монетных дворах (предприятиях по производству монет), с приведением монетной полосы в необходимую толщину.

- Юстировка строя (на параде, в походе) — выравнивание строя, фронта, когда нужно ставить всех на одну прямую линию (черту). Юстировка строя осуществляется по команде: «Стой, равняйся!», при этом строй (шеренга) выравниваются вдоль прямой линии с ориентировкой на направляющих (стоящих во главе строя).

- Юстировка орудия — осуществляется выверка и приведение в норму положения оптического прибора (прицела) и оси ствола орудия, при этом устанавливается точное их взаиморасположение.